# بصمة وراثية

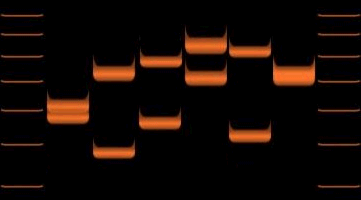

البصمة الوراثية أو الطبعة الوراثية أو بصمة الحمض النووي هي أحد وسائل التعرف على الشخص عن طريق مقارنة مقاطع من الحمض النووي الريبوزي منقوص الأكسجين. وتعتبر البصمة الوراثية أهم تقدم للبشرية ضمن مجال البحث الجنائي من أجل محاربة الجريمة. إما لتحديد المشتبه بهم، أو اختبارات النسب كالأبوة والأمومة وصلات القرابة الأخرى. إن كل ما يحتاج إليه المحققون لتحديد البصمة الوراثية هو العثور على دليل بشري في مكان الجريمة، مثل: قطرات العرق، السائل المنوي، الشعر، واللعاب. فكل ما يلمس المرء، ومهما بلغت بساطة اللمسة، سيترك أثراً لبصمة وراثية فريدة.
يجدر الإشارة بأن البصمة الوراثية قد استخدمت أيضا في دراسة مجموعات الحيوانات والنباتات في مجالات علم الحيوان وعلم النبات والزراعة.

## أهمية بصمات الحمض النووي في كشف الجرائم
تلعب بصمات الحمض النووي دورًا حيويًا في تحديد مرتكبي الجرائم، حيث تسمح بربط سلسلة من الجرائم أو بتأكيد وجود المشتبه به في موقع الجريمة. كما أن بصمات الحمض النووي تُعَد أداة قوية لإثبات براءة الأفراد المشتبه بهم.
تتميز البصمة الوراثية بعدة مزايا مقارنة بالأدلة الأخرى، منها:
- لكل شخص بصمة وراثية فريدة لا تتغير منذ كونه جنينًا وحتى بعد وفاته.
- يرث الإنسان نصف مكوناته من الأب والنصف الآخر من الأم.
- لا تتطابق بصمة وراثية لشخصين مختلفين، إلا في حالة التوائم المتماثلة.
- يمكن استخراج البصمة الوراثية من مصادر متنوعة مثل الدم واللعاب والأنسجة.
- يقاوم الحمض النووي التحلل لفترات طويلة، مما يسهل حفظ الأدلة.
- يمكن تخزين نتائج الفحوصات الوراثية في قواعد بيانات لأغراض الاسترجاع لاحقًا.
- يمكن استخراج البصمة الوراثية حتى من عينات صغيرة من خلال تقنيات تضخيم الحمض النووي.
- تتيح إمكانية تحديد جنس الشخص المعني، سواء كان ذكرًا أو أنثى.[5]

## خلفية
سمحت التطورات العلمية منذ بداية الثمانينات باستخدام الحمض النووي كمادة لتحديد الفرد. قدم جيفري جلاسبرج أول براءة اختراع متعلقة بالاستخدام المباشر لاختلاف الحمض النووي من أجل الأدلة الجنائية في عام 1983، بناءً على عمل قام به بينما كان في جامعة روكفلر عام 1981. في المملكة المتحدة، طور عالم الوراثة السير أليك جيفريز بشكل مستقل عملية البصمة الوراثية بداية من أواخر عام 1984، أثناء عمله في قسم علم الوراثة في جامعة ليستر.
استُخدمت العملية المطورة بواسطة جيفريز، بالتزامن مع بيتر جيل وديف ويريت من خدمة علم الأدلة الجنائية (إف إس إس)، لأول مرة بشكل جنائي في حل جريمة قتل مراهقين بعد اغتصابهما في قرية نارابورو في ليسترشاير بين عامي 1983 و1986. عند التحقيق بجريمة القتل من قبل المحقق ديفيد بيكر، أدى الحمض النووي الموجود في عينات الدم المجمعة طواعية من 5,000 رجل تقريبًا، لمساعدة شرطة ليسترشاير في التحقيق، إلى تبرئة رجل معترف بإحدى الجرائم سابقًا، والإدانة اللاحقة لكولين بيتشفورك. أجبر بيتشفورك، عامل مخبز محلي، زميله في العمل إيان كيلي على الوقوف مكانه عند تقديم عينات الدم؛ بعد ذلك استخدم كيلي جواز سفر مزور لانتحال شخصية بيتشفورك. أبلغ زميلهم في العمل الشرطة بالخداع. اعتُقل بيتشفورك، وأُرسل دمه إلى مخبر جيفريز للفحص وتطوير الملف الشخصي. تطابق الملف الشخصي لبيتشفورك مع الحمض النووي الذي خلفه القاتل ما أكد وجود بيتشفورك في مسرحي الجريمتين؛ أقر بأنه مذنب بالجريمتين.
على الرغم من تشابه 99.9% من تسلسل الحمض النووي لدى كل شخص، يوجد اختلاف كافي في الحمض النووي لتمييز فرد عن آخر، إلا في حالة التوأم أحادي الزيجوت (المتطابق). تستخدم البصمة الوراثية التسلسلات المتكررة المتباينة بدرجة كبيرة، التي تُدعى التكرار الترادفي ذو الرقم المتغير (في إن تي آر إس)، على وجه التحديد التكرار الترادفي القصير (إس تي آر إس)، المعروف أيضًا باسم التكرارات المترادفة القصيرة. تتشابه المواقع الكروموسومية في التكرار الترادفي ذو الرقم المتغير لدى الأفراد ذوي القرابة الوثيقة، لكنها متباينة للغاية بين الأفراد من غير قرابة، إذ من غير المرجح امتلاكهم للتكرار الترادفي ذو الرقم المتغير نفسه.

## قاعدة بيانات الحمض النووي
يعود أول تطبيق لقاعدة بيانات الحمض النووي إلى كيفين دبليو ب. ميلر وجون ل. دوسن في جامعة كامبريدج، اللذين جمعا بيانات تطابق الحمض النووي الميتاكوندري كجزء من أطروحة الدكتوراه لميلر. يوجد الآن العديد من قواعد بيانات الحمض النووي حول العالم. تُعد بعض قواعد البيانات خاصة، إلا أن معظم قواعد البيانات الكبرى خاضعة لسيطرة الحكومة. تحتفظ الولايات المتحدة بأكبر قاعدة بيانات للحمض النووي، مع نظام مؤشر الحمض النووي الموحد (سي أو دي آي إس) الذي يحفظ أكثر من 13 مليون سجل اعتبارًا من مايو 2018. تحتفظ المملكة المتحدة بقاعدة بيانات الحمض النووي الوطنية (إن دي بي إيه دي) ذات الحجم المماثل على الرغم من عدد السكان الأصغر في المملكة المتحدة. يثير حجم قاعدة البيانات هذه، ومعدل نموها، المخاوف لدى جمعيات الحريات المدنية في المملكة المتحدة، إذ تتمتع الشرطة بصلاحيات واسعة النطاق لأخذ العينات والاحتفاظ بها حتى في حال براءة المتهم. تناول الائتلاف المحافظ - الليبرالي الديمقراطي هذه المخاوف بشكل جزئي مع القسم 1 من قانون حماية الحريات لعام 2012، الذي ينص على حذف عينات الحمض النووي في حال تبرئة المشتبه بهم أو عدم إدانتهم، باستثناء ما له علاقة باعتداءات معينة (معظمها خطرة و/أو جنسية). أصبح الحديث العام حول إدخال تقنيات متطورة لعلم الأدلة الجنائية (مثل استخدام علم الأنساب الجيني لقواعد بيانات علم الأنساب العامة ونهج الأنماط الظاهرية للحمض النووي) محدودًا ومفككًا وغير هام، اقتصر على طرح القضايا المتعلقة بالخصوصية والرضا ما قد يستدعي تأسيس المزيد من الحماية القانونية.
يوفر قانون الوطنية الأمريكي وسائل للحكومة الأمريكية من أجل الحصول على عينات الحمض النووي من الإرهابيين المشتبه بهم. تُجمع معلومات الحمض النووي من الجرائم وتُودع في قاعدة بيانات نظام مؤشر الحمض النووي الموحد، التي يحتفظ بها مكتب التحقيقات الفيدرالي. يسمح نظام مؤشر الحمض النووي الموحد للمسؤولين عن تطبيق القانون تحليل عينات الحمض النووي من الجرائم من أجل إيجاد تطابق داخل قاعدة البيانات، موفرًا العديد من الوسائل للعثور على مواصفات بيولوجية محددة مرتبطة مع دليل الحمض النووي المجموع.
عادةً ما يُشار إلى حدوث مطابقة من بنك البيانات الوطني للحمض النووي من أجل ربط مسرح جريمة بمجرم خاضع لأخذ عينة حمض نووي بالضربة الباردة. تمتلك الضربة الباردة أهمية بمساعدتها وكالة الشرطة على إيجاد مشتبه به معين، لكنها أقل قيمة كدليل من تطابق الحمض النووي خارج بنك بيانات الحمض النووي.
لا يمكن لعملاء مكتب التحقيقات الفيدرالي من الناحية القانونية تخزين الحمض النووي لشخص دون إدانته بجريمة. عند أخد الحمض النووي لشخص مشتبه به وعدم إدانته اللاحقة، يجب التخلص من الحمض النووي وعدم إدخاله في قاعدة البيانات. في عام 1998، اعتُقل رجل من المملكة المتحدة بتهمة السطو. خضع لمسح الحمض النووي وفحصه، ثم أُطلق سراحه بعد ذلك. بعد تسعة أشهر، أُدخل الحمض النووي لهذا الرجل إلى قاعدة بيانات الحمض النووي عن طريق الخطأ بشكل غير قانوني. تقارن قاعدة البيانات الحمض النووي الجديد المدخل تلقائيًا مع الحمض النووي الموجود في القضايا الباردة، في هذه الحالة، تطابق الرجل مع الحمض النووي الموجود في حادثة اعتداء واغتصاب قبل سنة. قاضته الحكومة على هذه الجرائم. خلال المحاكمة، طُلبت إزالة تطابق الحمض النووي من الدليل جراء إدخاله إلى قاعدة البيانات بصورة غير قانونية. نُفذ الطلب. يمكن تخزين الحمض النووي لمرتكب الجريمة، وذلك المجمع من ضحايا الاغتصاب، لسنوات طويلة حتى إيجاد تطابق. في عام 2014، قدم الكونغرس مسودة قانون لحل هذه المشكلة ومساعدة الولايات على التعامل مع «تراكم» الأدلة.

## أدلة الحمض النووي المزيفة
في إحدى القضايا، عمل مجرم على وضع حمض نووي مزيف في جسده: اغتصب جون شنيربيرجر أحد مرضاه تحت تأثير المخدر في عام 1992، وترك مني على سروالها الداخلي. استخلصت الشرطة ما اعتبرته دم شنيربيرجر، وقارنت الحمض النووي لدمه مع الحمض النووي للمني في مسرح الجريمة ثلاث مرات، دون حدوث تطابق. عُثر في النهاية على منزح بينروس مغروس في ذراعه جراحيًا ومملوء بدم خارجي مع مضاد تخثر.
يتطلب التحليل الوظيفي للجينات وتسلسلاتها المشفرة نموذجيًا (قوالب قراءة مفتوحة [أو آر إف إس]) مع التعبير عن كل قالب، وتنقية البروتين المشفر، وإنتاج الأجسام المضادة، واختبار الأنماط الظاهرية، وتحديد التموضع داخل الخلوي وتوخي التفاعلات مع البروتينات الأخرى. في دراسة لشركة علوم الحياة نيوكليكس منشورة في مجلة فورنسك ساينس العالمية، أثبت العلماء إمكانية بناء عينة دنا مصنعة في الجسم الحي ومطابقة لأي بصمة وراثية مرغوبة باستخدام تقنيات البيولوجيا الجزيئية القياسية دون حاجة إلى الحصول على نسيج فعلي من الشخص. تدعي شركة نيوكليس أيضًا بتمكنها من إثبات الفرق بين الدنا غير المعدل وذلك المصنّع.
في قضية شبح هايلبرون، وجدت الشرطة آثار حمض نووي عائد لنفس الامرأة التي سبق لها الوجود في مسارح جريمة مختلفة في النمسا وألمانيا وفرنسا - من بينها جرائم قتل وسطو وسرقة. خلق هذا شكوكًا جدية لدى المحققين بشأن استخدام دليل الحمض النووي فقط، إذ تطابق الحمض النووي «للامرأة» مع حمض نووي من جثة محترقة لطالب لجوء ذكر في فرنسا. اكتُشف في النهاية وجود آثار الحمض النووي مسبقًا على المسحات القطنية المستخدمة لجمع العينات في مسرح الجريمة، التي تعود إلى نفس المصنع في النمسا. ذكر دليل مواصفات منتج الشركة ضمان تعقيم المسحات، وليس خلوها من الحمض النووي.

## الاكتشاف
لم تُعرَف البصمة الوراثية حتى كان عام 1984 حينما نشر د. «آليك جيفريز» عالم الوراثة بجامعة ليستر بإنجلترا بحثًا أوضح فيه أن المادة الوراثية قد تتكرر عدة مرات، وتعيد نفسها في تتابعات عشوائية غير مفهومة. وواصل أبحاثه حتى توصل بعد عام واحد إلى أن هذه التتابعات مميِّزة لكل فرد، ولا يمكن أن تتشابه بين اثنين إلا في حالات التوائم المتماثلة فقط؛ بل إن احتمال تشابه بصمتين وراثيتين بين شخص وآخر هو واحد في الترليون، مما يجعل التشابه مستحيلاً؛ لأن سكان الأرض لا يتعدون المليارات الستة، وسجل الدكتور «آليك» براءة اكتشافه عام 1985، وأطلق على هذه التتابعات اسم «البصمة الوراثية للإنسان» (أو بصمة الدنا للإنسان) (بالإنجليزية: The DNA Fingerprint)‏، وتُسمَّى في بعض الأحيان الطبعة الوراثية (بالإنجليزية: DNA typing أو DNA profiling)‏.

## كيفية الحصول على بصمة وراثية
1. تُستخرَج عينة حمض نووي ريبوزي منقوص الأكسجين من نسيج الجسم أو سوائله (مثل الشعر، أو الدم، أو اللعاب).
2. تُقطَع العينة بواسطة إنزيم معين يمكنه قطع شريطي الحمض نووي ريبوزي منقوص الأكسجين طوليًّا؛ فيفصل قواعد «الأدينين A» و«الجوانين G» في ناحية، و«الثايمين T» و«السيتوزين C» في ناحية أخرى، ويُسمَّى هذا الإنزيم بالآلة الجينية، أو المقص الجيني.
3. تُرتَّب هذه المقاطع باستخدام طريقة تُسمَّى بالتفريغ الكهربائي، وتتكون بذلك حارات طولية من الجزء المنفصل عن الشريط تتوقف طولها على عدد المكررات.
4. تُعرَّض المقاطع إلى فيلم أشعة سينية، وتُطبَع عليه فتظهر على شكل خطوط داكنة اللون ومتوازية. ورغم أن جزيء الDNA صغير إلى درجة فائقة (حتى إنه لو جمع كل الDNA الذي تحتوي عليه أجساد سكان الأرض لما زاد وزنه عن 36 ملجم) فإن البصمة الوراثية تعتبر كبيرة نسبيًّا وواضحة.

ولم تتوقف أبحاث د.«آليك» على هذه التقنية؛ بل قام بدراسة على إحدى العائلات يختبر فيها توريث هذه البصمة، وتبين له أن الأبناء يحملون خطوطاً يجيء نصفها من الأم، والنصف الآخر من الأب، وهي مع بساطتها تختلف من شخص لآخر.
يكفي لاختبار البصمة الوراثية نقطة دم صغيرة؛ بل إن شعرة واحدة إذا سقطت من جسم الشخص المُرَاد، أو لعاب سال من فمه، أو أي شيء من لوازمه؛ فإن هذا كفيل بأن يوضح اختبار البصمة بوضوح كما تقول أبحاث د. «آليك». قد تمسح إذاً بصمة الأصابع بسهولة، ولكن بصمة الدنا يستحيل مسحها من ورائك، وبمجرد المصافحة قد تنقل الدنا الخاصة بك إلى يد مَن تصافحه.
ولو كانت العينة أصغر من المطلوب، فإنها تدخل اختباراً آخر، وهو تفاعل إنزيم البوليميريز (PCR)، والذي نستطيع من خلال تطبيقه مضاعفة كمية الدنا في أي عينة، ومما وصلت إليه هذه الأبحاث المتميزة أن البصمة الوراثية لا تتغير من مكان لآخر في جسم الإنسان؛ فهي ثابتة بغض النظر عن نوع النسيج؛ فالبصمة الوراثية التي في العين تجد مثيلاتها في الكبد والقلب والشعر.

## وصلات خارجية
- علوم الإجرام البصمة الوراثية من إنتاج الجزيرة الوثائقية على يوتيوب